# Adam Fizek
Adam Fizek (též Fyzek, Fisek, Fixek či Ficek) (26. října 1826, Návsí – 10. května 1899, Návsí) byl slezský komunální politik a činovník evangelické církve.
Civilním povoláním byl rolníkem. Působil jako starosta obce Návsí; zastával také úřad presbytera a kurátora evangelického sboru v Návsí, kde podporoval sborový zpěv. Byl rovněž pokladníkem Gustav-Adolfského spolku v náveském sboru a členem Evangelického sdružení lidové osvěty (Towarzystwo Ewangelickie Oświaty Ludowej). Byl fundátorem oltářního kříže a svícnů v evangelickém kostele v Návsí.
Hájil užívání češtiny na obecním úřadě (české listiny vystavoval na obecním úřadě ještě roku 1893) a v kostele (zasloužil se o udržení kancionálu Třanovského).
Byl též členem Rolnického spolku pro Těšínské knížectví (Towarzystwo Rolnicze dla Księstwa Cieszyńskiego).
Byl ženat s Annou Hawliczkovou (1832–1885).
Roku 1898 mu byl udělen Zlatý záslužný kříž. Byl též držitelem čestného dekretu vrchní církevní rady ve Vídni.